# Kevin Blom
Bernie Raymond Kevin Blom (Gouda, 21 febbraio 1974) è un arbitro di calcio olandese.

## Carriera
Ha arbitrato la sua prima partita nel calcio professionistico olandese il 17 ottobre 2003. Poco tempo dopo, nel febbraio del 2004 fa il suo esordio in Eredivisie, la massima divisione olandese.
Il 1º gennaio 2005 riceve la nomina di internazionale.
La scalata ai vertici arbitrali è repentina anche in campo europeo:  nel 2007 è chiamato a dirigere al Campionato europeo di calcio Under-19 svoltosi quell'anno in Austria. Qui dirige tre partite, tra cui la semifinale tra Germania e Grecia.
Il 13 febbraio 2008 dirige per la prima volta un sedicesimo di finale di Coppa UEFA, nell'occasione disputatosi tra Sporting Lisbona e Basilea.
Tra il 2008 e il 2009 dirige gare tra nazionali, valide per le qualificazioni europee ai mondiali in Sudafrica del 2010.
L'edizione 2009-10 dell'Europa League lo vede assoluto protagonista, dirige in totale ben sette gare nella competizione. La più importante tra queste è un ottavo di finale tra Werder Brema e Valencia.
Subito dopo, agli inizi della stagione sportiva 2010-11 è promosso dall'UEFA nella categoria Elite, la più alta.
Ha fatto il suo esordio nella fase a gironi della UEFA Champions League nel settembre 2010, dirigendo un match tra i portoghesi del Braga e gli ucraini dello Shakhtar Donetsk.
In campo nazionale, lavora a tempo pieno per la KNVB perché al di fuori della professione di arbitro, svolge anche quella di coordinatore arbitrale per la federazione, nella sua città natale, Gouda.
Nel 2007 ha vinto il premio di miglior arbitro olandese.